# Teorema lui Pappus

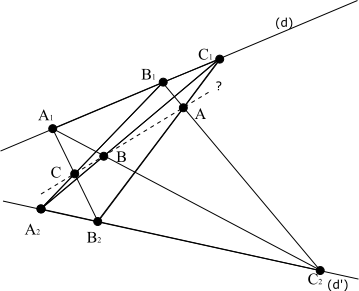
Teorema lui Pappus

În geometrie, teorema lui Pappus (atribuită lui Pappus din Alexandria) stabilește că, dacă A1, B1, C1 și A2, B2, C2 sunt două triplete de puncte coliniare, atunci punctele de intersecție A, B, C ale perechilor de drepte B1C2 și B2C1,  A1C2 și A2C1, A1B2 și A2B1 sunt de asemenea coliniare.